# كوتا فلسطينية
الكوتا الفلسطينية[بحاجة لمصدر] (باللاتينية: Cota palaestina) نوع نباتي يتبع جنس الكوتا من الفصيلة النجمية. كان هذا النوع يوضع ضمن جنس الأربيان وكان يسمى الأربيان الفلسطيني (باللاتينية: Anthemis palaestina).

## الموئل والانتشار
موطنها بلاد الشام وقبرص وجزيرة كريت.

## مرادفات للاسم العلمي
- (باللاتينية: Anthemis palaestina (Kotschy) Boiss.)
- (باللاتينية: Anthemis melanolepis Boiss.)
- (باللاتينية: Anthemis syriaca Bornm.)
- (باللاتينية: Anthemis truncata P. Candargy)
- (باللاتينية: Cota syriaca (Bornm.) Holub)
- (باللاتينية: Anthemis palaestina subsp. syriaca (Bornm.) R. Fern.)